# Atletiek op de Olympische Zomerspelen 1980
Atletiek is een van de sporten die beoefend werden tijdens de Olympische Zomerspelen 1980 in Moskou.

## Heren

### 100 m
| rang   | sporter(s)         | land | tijd  |
| ------ | ------------------ | ---- | ----- |
| Goud   | Allan Wells        | GBR  | 10,25 |
| Zilver | Silvio Leonard     | CUB  | 10,25 |
| Brons  | Petar Petrov       | BUL  | 10,39 |
| 4      | Aleksandr Aksinin  | URS  | 10,42 |
| 5      | Osvaldo Lara       | CUB  | 10,43 |
| 6      | Vladimir Moeravjov | URS  | 10,44 |
| 7      | Marian Woronin     | POL  | 10,46 |
| 8      | Herman Panzo       | FRA  | 10,49 |

### 200 m
| rang   | sporter(s)     | land | tijd  |
| ------ | -------------- | ---- | ----- |
| Goud   | Pietro Mennea  | ITA  | 20,19 |
| Zilver | Allan Wells    | GBR  | 20,21 |
| Brons  | Don Quarrie    | JAM  | 20,29 |
| 4      | Silvio Leonard | CUB  | 20,30 |
| 5      | Bernhard Hoff  | GDR  | 20,50 |
| 6      | Leszek Dunecki | POL  | 20,68 |
| 7      | Marian Woronin | POL  | 20,81 |
| 8      | Osvaldo Lara   | CUB  | 21,19 |

### 400 m
| rang   | sporter(s)         | land | tijd  |
| ------ | ------------------ | ---- | ----- |
| Goud   | Viktor Markin      | URS  | 44,60 |
| Zilver | Richard Mitchell   | AUS  | 44,84 |
| Brons  | Frank Schaffer     | GDR  | 44,87 |
| 4      | Alberto Juantorena | CUB  | 45,09 |
| 5      | Fons Brydenbach    | BEL  | 45,10 |
| 6      | Michael Solomon    | TRI  | 45,55 |
| 7      | David Jenkins      | GBR  | 45,56 |
| 8      | Joseph Coombs      | TRI  | 46,33 |

### 800 m
| rang   | sporter(s)         | land | tijd   |
| ------ | ------------------ | ---- | ------ |
| Goud   | Steve Ovett        | GBR  | 1.45,4 |
| Zilver | Sebastian Coe      | GBR  | 1.45,9 |
| Brons  | Nikolai Kirov      | URS  | 1.46,0 |
| 4      | Agberto Guimarães  | BRA  | 1.46,2 |
| 5      | Andreas Busse      | GDR  | 1.46,9 |
| 6      | Detlef Wagenknecht | GDR  | 1.47,0 |
| 7      | José Marajo        | FRA  | 1.47,3 |
| 8      | David Warren       | GBR  | 1.49,3 |

### 1500 m
| rang   | sporter(s)          | land | tijd   |
| ------ | ------------------- | ---- | ------ |
| Goud   | Sebastian Coe       | GBR  | 3.38,4 |
| Zilver | Jürgen Straub       | GDR  | 3.38,8 |
| Brons  | Steve Ovett         | GBR  | 3.39,0 |
| 4      | Andreas Busse       | GDR  | 3.40,2 |
| 5      | Vittorio Fontanella | ITA  | 3.40,4 |
| 6      | Josef Plachý        | TCH  | 3.40,7 |
| 7      | José Marajo         | FRA  | 3.41,5 |
| 8      | Steve Cram          | GBR  | 3.42,0 |

### 5000 m

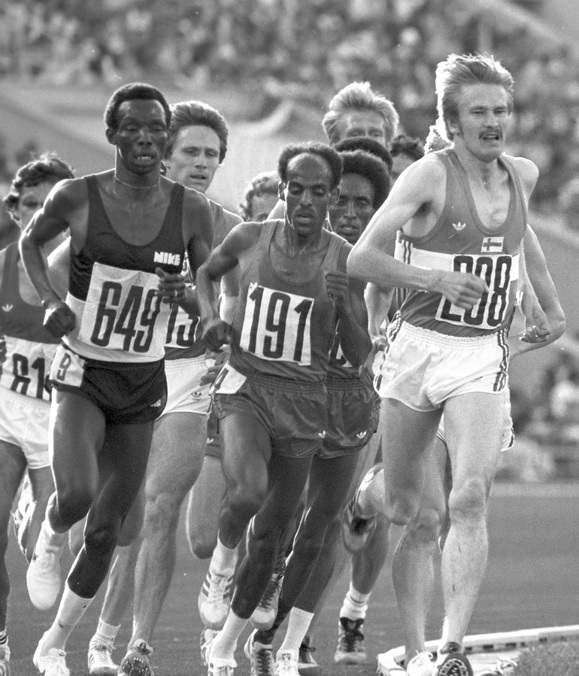
De race met Nyambui (649), Yifter (191) en Kaarlo Maaninka (208)

| rang   | sporter(s)         | land | tijd    |
| ------ | ------------------ | ---- | ------- |
| Goud   | Miruts Yifter      | ETH  | 13.21,0 |
| Zilver | Suleiman Nyambui   | TAN  | 13.21,6 |
| Brons  | Kaarlo Maaninka    | FIN  | 13.22,0 |
| 4      | Eamonn Coghlan     | IRL  | 13.22,8 |
| 5      | Markus Ryffel      | SUI  | 13.23,1 |
| 6      | Dietmar Millonig   | AUT  | 13.23,3 |
| 7      | John Treacy        | IRL  | 13.23,7 |
| 8      | Aleksandr Fedotkin | URS  | 13.24,1 |

### 10000 m
| rang   | sporter(s)         | land | tijd    |
| ------ | ------------------ | ---- | ------- |
| Goud   | Miruts Yifter      | ETH  | 27.42,7 |
| Zilver | Kaarlo Maaninka    | FIN  | 27.43,3 |
| Brons  | Mohammed Kedir     | ETH  | 27.44,7 |
| 4      | Tolossa Kotu       | ETH  | 27.46,5 |
| 5      | Lasse Virén        | FIN  | 27.50,5 |
| 6      | Jörg Peter         | GDR  | 28.05,6 |
| 7      | Werner Schildhauer | GDR  | 28.11,0 |
| 8      | Enn Sellik         | URS  | 28.13,8 |

### marathon
| rang   | sporter(s)                | land | tijd    |
| ------ | ------------------------- | ---- | ------- |
| Goud   | Waldemar Cierpinski       | GDR  | 2:11.03 |
| Zilver | Gerard Nijboer            | NED  | 2:11.20 |
| Brons  | Setymkoel Dshoemanassarov | URS  | 2:11.35 |
| 4      | Vladimir Kotov            | URS  | 2:12.05 |
| 5      | Leonid Mossejev           | URS  | 2:12.14 |
| 6      | Rodolfo Gomez             | MEX  | 2:12.39 |
| 7      | Dereje Nedi               | ETH  | 2:12.44 |
| 8      | Massimo Magnani           | ITA  | 2:13.12 |

### 110 m horden
| rang   | sporter(s)          | land | tijd  |
| ------ | ------------------- | ---- | ----- |
| Goud   | Thomas Munkelt      | GDR  | 13,39 |
| Zilver | Alejandro Casañas   | CUB  | 13,40 |
| Brons  | Aleksandr Poetsjkov | URS  | 13,44 |
| 4      | Andrej Prokofjev    | URS  | 13,49 |
| 5      | Jan Pusty           | POL  | 13,68 |
| 6      | Arto Bryggare       | FIN  | 13,76 |
| 7      | Javier Moracho      | ESP  | 13,78 |
| 8      | Joeri Tsjervanjev   | URS  | 15,80 |

### 400 m horden
| rang   | sporter(s)         | land | tijd  |
| ------ | ------------------ | ---- | ----- |
| Goud   | Volker Beck        | GDR  | 48,70 |
| Zilver | Vassili Arsjipenko | URS  | 48,86 |
| Brons  | Gary Oakes         | GBR  | 49,11 |
| 4      | Nikolai Vassiljev  | URS  | 49,34 |
| 5      | Rok Kopitar        | YUG  | 49,67 |
| 6      | Horia Toboc        | ROU  | 49,84 |
| 7      | Franz Meier        | SUI  | 50,00 |
| 8      | Janko Bratanov     | BUL  | 56,35 |

### 3000 m steeple chase
| rang   | sporter(s)           | land | tijd   |
| ------ | -------------------- | ---- | ------ |
| Goud   | Bronisław Malinowski | POL  | 8.09,7 |
| Zilver | Filbert Bayi         | TAN  | 8.12,5 |
| Brons  | Eshetu Tura          | ETH  | 8.13,6 |
| 4      | Domingo Ramon        | ESP  | 8.15,8 |
| 5      | Francisco Sanchez    | ESP  | 8.18,0 |
| 6      | Giuseppe Gerbi       | ITA  | 8.18,5 |
| 7      | Bogusław Mamiński    | POL  | 8.19,5 |
| 8      | Anatoli Dimov        | URS  | 8.19,8 |

### 4x100 m estafette
| rang   | sporter(s)                                                                           | land | tijd  |
| ------ | ------------------------------------------------------------------------------------ | ---- | ----- |
| Goud   | Vladimir Moeravjov Nikolaj Sidorov Andrej Prokofjev Aleksandr Aksinin                | URS  | 38,26 |
| Zilver | Zenon Licznerski Leszek Dunecki Marian Woronin Krzysztof Zwoliński                   | POL  | 38,33 |
| Brons  | Antoine Richard Patrick Barré Pascal Barré Hermann Panzo                             | FRA  | 38,53 |
| 4      | Michael McFarlane Allan Wells Cameron Sharp Andrew McMaster                          | GBR  | 38,62 |
| 5      | Sören Schlegel Eugen Ray Bernhard Hoff Thomas Munkelt                                | GDR  | 38,73 |
| 6      | Pavel Pavlov Vladimir Ivanov Ivailo Karaniotov Petar Petrov                          | BUL  | 38,99 |
| 7      | Hammed Adio Kayode Elegbede Samson Oyeledun Peter Okodogbe                           | NGR  | 39,12 |
| 8      | Milton de Castro Costa Nelson dos Santos Rocha Katsuhiko Nakaya Altevir Araujo Filho | BRA  | 39,54 |

### 4x400 m estafette
| rang   | sporter(s)                                                                        | land | tijd   |
| ------ | --------------------------------------------------------------------------------- | ---- | ------ |
| Goud   | Nikolaj Tsjernetski Michail Linge Remigius Valiulis Viktor Markin                 | URS  | 3.01,1 |
| Zilver | Klaus Thiele Andreas Knebel Frank Schaffer Volker Beck                            | GDR  | 3.01,3 |
| Brons  | Roberto Tozzi Mauro Zuliani Stefano Malinverni Pietro Mennea                      | ITA  | 3.04,3 |
| 4      | Jacques Fellice Robert Froissart Didier Dubois Francis Demarthon                  | FRA  | 3.04,8 |
| 5      | Paulo Roberto Correia Antonio Dias Ferreira Agberto Guimarães Geraldo Jose Pegado | BRA  | 3.05,9 |
| 6      | Joseph Coombs Charles Joseph Rafee Mohammed Michael Solomon                       | TRI  | 3.06,6 |
| 7      | Josef Lomický Dušan Malovec František Břečka Karel Kolář                          | TCH  | 3.07,0 |
|        | Alan Bell Terry Whitehead Roderic Milne Glendon Cohen                             | GBR  | DNF    |

### 20 km snelwandelen
| rang   | sporter(s)             | land | tijd      |
| ------ | ---------------------- | ---- | --------- |
| Goud   | Maurizio Damilano      | ITA  | 1:23.35,5 |
| Zilver | Pjotr Potsjintsjoek    | URS  | 1:25.45,4 |
| Brons  | Roland Wieser          | GDR  | 1:25.58,2 |
| 4      | Jevgeni Jevsjoekov     | URS  | 1:26.28,3 |
| 5      | José Marin             | ESP  | 1:26.45,6 |
| 6      | Raúl González          | MEX  | 1:27.48,6 |
| 7      | Bohdan Bulakowski      | POL  | 1:28.36,3 |
| 8      | Karl-Heinz Stadtmüller | GDR  | 1:29.21,7 |

### 50 km snelwandelen
| rang   | sporter(s)          | land | tijd    |
| ------ | ------------------- | ---- | ------- |
| Goud   | Hartwig Gauder      | GDR  | 3:49.24 |
| Zilver | Jorge Llopart       | ESP  | 3:51.25 |
| Brons  | Jevgeni Ivtsjenko   | URS  | 3:56.32 |
| 4      | Bengt Simonsen      | SWE  | 3:57.08 |
| 5      | Vjatsjeslav Foersov | URS  | 3:58.32 |
| 6      | José Marin          | ESP  | 4:03.08 |
| 7      | Stanisław Rola      | POL  | 4:07.07 |
| 8      | Willi Sawall        | AUS  | 4:08.25 |

### hoogspringen
| rang   | sporter(s)          | land | hoogte    |
| ------ | ------------------- | ---- | --------- |
| Goud   | Gerd Wessig         | GDR  | WR 2,36 m |
| Zilver | Jacek Wszoła        | POL  | 2,31 m    |
| Brons  | Jörg Freimuth       | GDR  | 2,31 m    |
| 4      | Henry Lauterbach    | GDR  | 2,29 m    |
| 5      | Roland Dalhäuser    | SUI  | 2,24 m    |
| 6      | Vaso Komnenić       | YUG  | 2,24 m    |
| 7      | Adrian Proteasa     | ROU  | 2,21 m    |
| 8      | Aleksandr Grigorjev | URS  | 2,21 m    |

### polsstokhoogspringen
| rang   | sporter(s)            | land | hoogte    |
| ------ | --------------------- | ---- | --------- |
| Goud   | Władysław Kozakiewicz | POL  | WR 5,78 m |
| Zilver | Tadeusz Ślusarski     | POL  | 5,65 m    |
| Zilver | Konstantin Volkov     | URS  | 5,65 m    |
| 4      | Philippe Houvion      | FRA  | 5,65 m    |
| 5      | Jean-Michel Bellot    | FRA  | 5,60 m    |
| 6      | Mariusz Klimczyk      | POL  | 5,55 m    |
| 7      | Thierry Vigneron      | FRA  | 5,45 m    |
| 8      | Sergei Koelibaba      | URS  | 5,45 m    |

### verspringen
| rang   | sporter(s)         | land | afstand |
| ------ | ------------------ | ---- | ------- |
| Goud   | Lutz Dombrowski    | GDR  | 8,54 m  |
| Zilver | Frank Paschek      | GDR  | 8,21 m  |
| Brons  | Valeri Podloesjnyi | URS  | 8,18 m  |
| 4      | László Szalma      | HUN  | 8,13 m  |
| 5      | Stanisław Jaskułka | POL  | 8,13 m  |
| 6      | Viktor Belski      | URS  | 8,10 m  |
| 7      | Antonio Corgos     | ESP  | 8,09 m  |
| 8      | Jordan Janev       | BUL  | 8,02 m  |

### hink-stap-springen
| rang   | sporter(s)              | land | afstand |
| ------ | ----------------------- | ---- | ------- |
| Goud   | Jaak Uudmäe             | URS  | 17,35 m |
| Zilver | Viktor Sanjejev         | URS  | 17,24 m |
| Brons  | João Carlos de Oliveira | BRA  | 17,22 m |
| 4      | Keith Connor            | GBR  | 16,87 m |
| 5      | lan Campbell            | AUS  | 16,72 m |
| 6      | Atanas Tsjotsjev        | BUL  | 16,56 m |
| 7      | Béla Bakosi             | HUN  | 16,47 m |
| 8      | Kenneth Lorraway        | AUS  | 16,44 m |

### kogelstoten
| rang   | sporter(s)            | land | afstand    |
| ------ | --------------------- | ---- | ---------- |
| Goud   | Vladimir Kiseljev     | URS  | OR 21,35 m |
| Zilver | Aleksandr Barysjnikov | URS  | 21,08 m    |
| Brons  | Udo Beyer             | GDR  | 21,06 m    |
| 4      | Reijo Ståhlberg       | FIN  | 20,82 m    |
| 5      | Geoff Capes           | GBR  | 20,50 m    |
| 6      | Hans-Jürgen Jacobi    | GDR  | 20,32 m    |
| 7      | Jaromír Vik           | TCH  | 20,24 m    |
| 8      | Vladimir Milić        | YUG  | 20,07 m    |

### discuswerpen
| rang   | sporter(s)           | land | afstand |
| ------ | -------------------- | ---- | ------- |
| Goud   | Viktor Rasjtsjoepkin | URS  | 66,64 m |
| Zilver | Imrich Bugár         | TCH  | 66,38 m |
| Brons  | Luis Delís           | CUB  | 66,32 m |
| 4      | Wolfgang Schmidt     | GDR  | 65,64 m |
| 5      | Joeri Doemtsjev      | URS  | 65,58 m |
| 6      | Igor Doeginjez       | URS  | 64,04 m |
| 7      | Emil Vladimirov      | BUL  | 63,18 m |
| 8      | Velko Velev          | BUL  | 63,04 m |

### kogelslingeren
| rang   | sporter(s)          | land | afstand    |
| ------ | ------------------- | ---- | ---------- |
| Goud   | Joeri Sedych        | URS  | WR 81,80 m |
| Zilver | Sergej Litvinov     | URS  | 80,64 m    |
| Brons  | Jüri Tamm           | URS  | 78,96 m    |
| 4      | Roland Steuk        | GDR  | 77,54 m    |
| 5      | Detlef Gerstenberg  | GDR  | 74,60 m    |
| 6      | Emanoeil Djoelgerov | BUL  | 74,04 m    |
| 7      | Gianpaolo Urlando   | ITA  | 73,90 m    |
| 8      | Ireneusz Golda      | POL  | 73,74 m    |

### speerwerpen
| rang   | sporter(s)        | land | afstand |
| ------ | ----------------- | ---- | ------- |
| Goud   | Dainis Kūla       | URS  | 91,20 m |
| Zilver | Aleksandr Makarov | URS  | 89,64 m |
| Brons  | Wolfgang Hanisch  | GDR  | 86,72 m |
| 4      | Heino Puuste      | URS  | 86,10 m |
| 5      | Antero Puranen    | FIN  | 85,12 m |
| 6      | Pentti Sinersaari | FIN  | 84,34 m |
| 7      | Detlef Fuhrmann   | GDR  | 83,50 m |
| 8      | Miklós Németh     | HUN  | 82,40 m |

### tienkamp
| rang   | sporter(s)        | land | punten |
| ------ | ----------------- | ---- | ------ |
| Goud   | Daley Thompson    | GBR  | 8495   |
| Zilver | Joeri Koetsenko   | URS  | 8331   |
| Brons  | Sergej Tsjeljanov | URS  | 8135   |
| 4      | Georg Werthner    | AUT  | 8050   |
| 5      | Sepp Zeilbauer    | AUT  | 8007   |
| 6      | Dariusz Ludwig    | POL  | 7978   |
| 7      | Atanas Andonov    | BUL  | 7927   |
| 8      | Steffen Grummt    | GDR  | 7892   |

## Dames

### 100 m
| rang   | sporter(s)            | land | tijd  |
| ------ | --------------------- | ---- | ----- |
| Goud   | Ljoedmila Kondratjeva | URS  | 11,06 |
| Zilver | Marlies Göhr          | GDR  | 11,07 |
| Brons  | Ingrid Auerswald      | GDR  | 11,14 |
| 4      | Linda Haglund         | SWE  | 11,16 |
| 5      | Romy Müller           | GDR  | 11,16 |
| 6      | Kathy Smallwood       | GBR  | 11,28 |
| 7      | Chantal Réga          | FRA  | 11,32 |
| 8      | Heather Hunte         | GBR  | 11,34 |

### 200 m
| rang   | sporter(s)       | land | tijd     |
| ------ | ---------------- | ---- | -------- |
| Goud   | Bärbel Wöckel    | GDR  | OR 22,03 |
| Zilver | Natalia Botsjina | URS  | 22,19    |
| Brons  | Merlene Ottey    | JAM  | 22,20    |
| 4      | Romy Müller      | GDR  | 22,47    |
| 5      | Kathy Smallwood  | GBR  | 22,61    |
| 6      | Beverley Goddard | GBR  | 22,72    |
| 7      | Denise Boyd      | AUS  | 22,76    |
| 8      | Sonia Lannaman   | GBR  | 22,80    |

### 400 m
| rang   | sporter(s)            | land | tijd     |
| ------ | --------------------- | ---- | -------- |
| Goud   | Marita Koch           | GDR  | OR 48,88 |
| Zilver | Jarmila Kratochvílová | TCH  | 49,46    |
| Brons  | Christina Lathan      | GDR  | 49,66    |
| 4      | Irina Nazarova        | URS  | 50,07    |
| 5      | Nina Zjoeskova        | URS  | 50,17    |
| 6      | Gabriele Löwe         | GDR  | 51,33    |
| 4      | Pirjo Häggman         | FIN  | 51,35    |
| 8      | Linsey MacDonald      | GBR  | 52,40    |

### 800 m
| rang   | sporter(s)           | land | tijd      |
| ------ | -------------------- | ---- | --------- |
| Goud   | Nadezjda Olizarenko  | URS  | WR 1.53,5 |
| Zilver | Olga Minejeva        | URS  | 1.54,9    |
| Brons  | Tatjana Providokhina | URS  | 1.55,5    |
| 4      | Martina Kämpfert     | GDR  | 1.56,3    |
| 5      | Hildegard Ullrich    | GDR  | 1.57,2    |
| 6      | Jolanta Januchta     | POL  | 1.58,3    |
| 7      | Nikolina Sjtereva    | BUL  | 1.58,8    |
| 8      | Gabriella Dorio      | ITA  | 1.59,2    |

### 1500 m
| rang   | sporter(s)            | land | tijd   |
| ------ | --------------------- | ---- | ------ |
| Goud   | Tatjana Kazankina     | URS  | 3.56,6 |
| Zilver | Christiane Wartenberg | GDR  | 3.57,8 |
| Brons  | Nadezjda Olizarenko   | URS  | 3.59,6 |
| 4      | Gabriella Dorio       | ITA  | 4.00,3 |
| 5      | Ulrike Bruns          | GDR  | 4.00,7 |
| 6      | Ljoebov Smolka        | URS  | 4.01,3 |
| 7      | Maricica Puică        | ROU  | 4.01,3 |
| 8      | Ileana Silai          | ROU  | 4.03,0 |

### 100 m horden
| rang   | sporter(s)         | land | tijd     |
| ------ | ------------------ | ---- | -------- |
| Goud   | Vera Komisova      | URS  | OR 12,56 |
| Zilver | Johanna Klier      | GDR  | 12,63    |
| Brons  | Lucyna Langer      | POL  | 12,56    |
| 4      | Kerstin Claus      | GDR  | 12,66    |
| 5      | Grażyna Rabsztyn   | POL  | 12,74    |
| 6      | Irina Litovtsjenko | URS  | 12,84    |
| 7      | Bettine Gärtz      | GDR  | 12,93    |
| 8      | Zofia Bielczyk     | POL  | 13,08    |

### 4x100 m estafette
| rang   | sporter(s)                                                         | land | tijd     |
| ------ | ------------------------------------------------------------------ | ---- | -------- |
| Goud   | Romy Müller Bärbel Wöckel Ingrid Auerswald Marlies Göhr            | GDR  | WR 41,60 |
| Zilver | Vera Komisova Ljoedmila Maslakova Vera Anisimova Natalja Botsjina  | URS  | 42,10    |
| Brons  | Heather Hunte Kathy Smallwood Beverley Goddard Sonia Lannaman      | GBR  | 42,43    |
| 4      | Sofka Popova Liljana Panajotova Maria Tsjitsjkova Galina Jentsjeva | BUL  | 42,67    |
| 5      | Véronique Grandrieux Chantal Réga Raymonde Naigre Emma Sulter      | FRA  | 42,84    |
| 6      | Leleith Hodges Jacquel Pusey Rose Allwood Merlene Ottey            | JAM  | 43,19    |
| 7      | Lucyna Langer Elżbieta Stachurska Zofia Bielczyk Grażyna Rabsztyn  | POL  | 43,59    |
|        | Linda Haglund Lena Möller Ann-Louise Skoglund Helena Pihl          | SWE  | DNF      |

### 4x400 m estafette
| rang   | sporter(s)                                                              | land | tijd   |
| ------ | ----------------------------------------------------------------------- | ---- | ------ |
| Goud   | Tatjana Prorotsjenko Tatjana Goisjtsjik Nina Zjoeskova Irina Nazarova   | URS  | 3.20,2 |
| Zilver | Gabriele Löwe Barbara Krug Christina Lathan Marita Koch                 | GDR  | 3.20,4 |
| Brons  | Linsey MacDonald Michelle Probert Joslyn Hoyte-Smith Donna Hartley      | GBR  | 3.27,5 |
| 4      | Iboia Korodi Niculina Lazarciuc Maria Samungi Elena Tarita              | ROU  | 3.27,7 |
| 5      | Irén Orosz Judit Forgács Éva Tóth Ilona Pál                             | HUN  | 3.27,9 |
| 6      | Grażyna Oliszewska Elżbieta Katolik Jolanta Januchta Małgorzata Dunecka | POL  | 3.27,9 |
| 7      | Lea Alaerts Regine Berg Anne Michel Rosine Wallez                       | BEL  | 3.31,6 |
|        | Svobodka Damjanova Rositsa Stamenova Milena Andonova Bonka Dimova       | BUL  | DNF    |

### hoogspringen
| rang   | sporter(s)          | land | hoogte    |
| ------ | ------------------- | ---- | --------- |
| Goud   | Sara Simeoni        | ITA  | OR 1,97 m |
| Zilver | Urszula Kielan      | POL  | 1,94 m    |
| Brons  | Jutta Kirst         | GDR  | 1,94 m    |
| 4      | Rosemarie Ackermann | GDR  | 1,91 m    |
| 5      | Marina Sysojeva     | URS  | 1,91 m    |
| 6      | Andrea Reichstein   | GDR  | 1,91 m    |
| 6      | Christine Stanton   | AUS  | 1,91 m    |
| 8      | Cornelia Popa       | ROU  | 1,88 m    |

### verspringen
| rang   | sporter(s)        | land | hoogte    |
| ------ | ----------------- | ---- | --------- |
| Goud   | Tatjana Kolpakova | URS  | OR 7,06 m |
| Zilver | Brigitte Wujak    | GDR  | 7,04 m    |
| Brons  | Tatyana Skatsjko  | URS  | 7,01 m    |
| 4      | Anna Wlodarczyk   | POL  | 6,95 m    |
| 5      | Sigrun Siegl      | GDR  | 6,87 m    |
| 6      | Jarmila Nygrýnová | TCH  | 6,83 m    |
| 7      | Sigrid Heimann    | GDR  | 6,71 m    |
| 8      | Lidija Alfejeva   | URS  | 6,71 m    |

### kogelstoten
| rang   | sporter(s)             | land | afstand    |
| ------ | ---------------------- | ---- | ---------- |
| Goud   | Ilona Slupianek        | GDR  | OR 22,41 m |
| Zilver | Svetlana Kratsjevskaja | URS  | 21,42 m    |
| Brons  | Margitta Pufe          | GDR  | 21,20 m    |
| 4      | Nunu Abasjidze         | URS  | 21,15 m    |
| 5      | Versjinia Veselinova   | BUL  | 20,72 m    |
| 6      | Jelena Stojanova       | BUL  | 20,22 m    |
| 7      | Natalja Akhrimenko     | URS  | 19,74 m    |
| 8      | Ines Reichenbach       | GDR  | 19,66 m    |

### discuswerpen
| rang   | sporter(s)        | land | afstand    |
| ------ | ----------------- | ---- | ---------- |
| Goud   | Evelin Jahl       | GDR  | OR 69,96 m |
| Zilver | Maria Petkova     | BUL  | 67,90 m    |
| Brons  | Tatjana Lesovaja  | URS  | 67,40 m    |
| 4      | Gisela Beyer      | GDR  | 67,08 m    |
| 5      | Margitta Pufe     | GDR  | 66,12 m    |
| 6      | Florenta Tacu     | ROU  | 64,38 m    |
| 7      | Galina Moerasjova | URS  | 63,84 m    |
| 8      | Svetlana Bosjkova | BUL  | 63,14 m    |

### speerwerpen
| rang   | sporter(s)         | land | afstand    |
| ------ | ------------------ | ---- | ---------- |
| Goud   | María Colón        | CUB  | OR 68,40 m |
| Zilver | Saida Goenba       | URS  | 67,76 m    |
| Brons  | Ute Hommola        | GDR  | 66,56 m    |
| 4      | Ute Richter        | GDR  | 66,54 m    |
| 5      | Ivanka Vantsjeva   | BUL  | 65,38 m    |
| 6      | Tatjana Birjoelina | URS  | 65,08 m    |
| 7      | Eva Raduly         | ROU  | 64,08 m    |
| 8      | Ruth Fuchs         | GDR  | 63,94 m    |

### vijfkamp
| rang   | sporter(s)           | land | punten  |
| ------ | -------------------- | ---- | ------- |
| Goud   | Nadezjda Tkatsjenko  | URS  | WR 5083 |
| Zilver | Olga Roekavisjnikova | URS  | 4937    |
| Brons  | Olga Koeragina       | URS  | 4875    |
| 4      | Ramona Neubert       | GDR  | 4698    |
| 5      | Margit Papp          | HUN  | 4562    |
| 6      | Burglinde Pollak     | GDR  | 4553    |
| 7      | Valentina Dimitrova  | BUL  | 4458    |
| 8      | Emilia Koenova       | BUL  | 4431    |

## Medaillespiegel
| rang   | land              | goud | zilver | brons | totaal |
| ------ | ----------------- | ---- | ------ | ----- | ------ |
| 1      | Sovjet-Unie       | 15   | 14     | 12    | 41     |
| 2      | DDR               | 11   | 8      | 10    | 29     |
| 3      | Groot-Brittannië  | 4    | 2      | 4     | 10     |
| 4      | Italië            | 3    | 0      | 1     | 4      |
| 5      | Polen             | 2    | 4      | 1     | 7      |
| 6      | Ethiopië          | 2    | 0      | 2     | 4      |
| 7      | Cuba              | 1    | 2      | 1     | 4      |
| 8      | Tanzania          | 0    | 2      | 0     | 2      |
| 8      | Tsjecho-Slowakije | 0    | 2      | 0     | 2      |
| 10     | Bulgarije         | 0    | 1      | 1     | 2      |
| 10     | Finland           | 0    | 1      | 1     | 2      |
| 12     | Australië         | 0    | 1      | 0     | 1      |
| 12     | Nederland         | 0    | 1      | 0     | 1      |
| 12     | Spanje            | 0    | 1      | 0     | 1      |
| 15     | Jamaica           | 0    | 0      | 2     | 2      |
| 16     | Brazilië          | 0    | 0      | 1     | 1      |
| 16     | Frankrijk         | 0    | 0      | 1     | 1      |
| totaal | totaal            | 38   | 39     | 37    | 114    |